# Tayloria rudolphiana
Tayloria rudolphiana là một loài rêu trong họ Splachnaceae. Loài này được (Garov.) Bruch & Schimp. mô tả khoa học đầu tiên năm 1845.